# エーライヴァヨークトル
エーライヴァヨークトル（アイスランド語: Öræfajökull）は、アイスランド最高峰の火山である。1974年8月11日に初登頂された。　

## 地理
アイスランド南東部に位置しヴァトナヨークトル国立公園内にある。クヴァンナダルスフニュークル（Hvannadalshnúkur）を最高地点とし、氷河に覆われた4×5kmのカルデラがある。ヴァトナヨークトル氷河の南端に位置しヘプンとヴィークの間にある国道1号線を俯瞰することができる。

## 火山活動

### 1362年
爆発的噴火によってテフラが噴出。これにより、Litla-Hérað地区が壊滅し火山灰は西ヨーロッパまで到達した。再びこの地に定住するまでに約40年以上を要した。

### 1727年
1727年から翌年の8月にかけて噴火があったが、規模は1362年より小さいものの水害の原因となり雪解け水によって農場が流され3人が死亡。

### 2017年
2017年8月に山頂火口の下1.5から10kmと震源が浅く微小な地震活動が増加。11月17日には火口内にアイスコールドロン(氷の大釜)が出現。氷河下での活動が活発したとしてアメリカの航空カラーコードは黄色に引き上げられた。

### 2018年
4月に地震活動が活発化。